# Río Linth
El río Linth (conocido como río Limago o Limmat después de la salida del lago de Zúrich) es un corto río de Suiza de unos 50 km de longitud (140 km si se considera el Linth-Limmat).

## Geografía
El río Linth nace en los glaciares del macizo del Tödi, en los Alpes de Glaris, y fluye en dirección norte por el cantón de Glaris. Su cauce fue modificado a principios del siglo XIX, siendo desviado hacía el lago de Walen (anteriormente viraba al oeste dirigiéndose directamente al lago de Zúrich) a la altura de Näfels.
Deja el lago en la localidad de Weesen para adentrarse en la llanura del Linth, desembocando en el lago de Zúrich cerca de Schmerikon, después de 50 km de recorrido.
El río sale del lago en Zúrich, llamándosele desde ese punto Limmat. Continúa su curso en dirección oeste hasta desembocar en el río Aar en Gebenstorf, Argovia. 

## Corrección del cauce
La corrección del cauce del Linth, realizada entre los años 1807 y 1823, fue una de las obras de ingeniería más notables de principios del siglo XIX.

En la segunda mitad del siglo XVIII, la situación del bajo valle de Glaris, la Llanura del Linth y la zona alrededor del Lago de Walen era realmente desastrosa. La tala masiva de árboles en el valle de Glaris durante la industrialización temprana acentuó los efectos de la erosión, arrastrando cantidad de material durante las habituales riadas de primavera. Los sedimentos se depositaban en la confluencia del Linth y el Maag, la salida del Lago de Walen, en plena Llanura del Linth. Estas circunstancias causaban que la desembocadura del Maag quedase obstruida periódicamente, provocando la subida paulatina del nivel del agua en el Lago Walen e inundaciones frecuentes, convirtiendo partes extensas de la región en humedales. Las consecuencias para la agricultura fueron desastrosas, además de extenderse de forma vertiginosa enfermedades como la malaria y la tuberculosis.

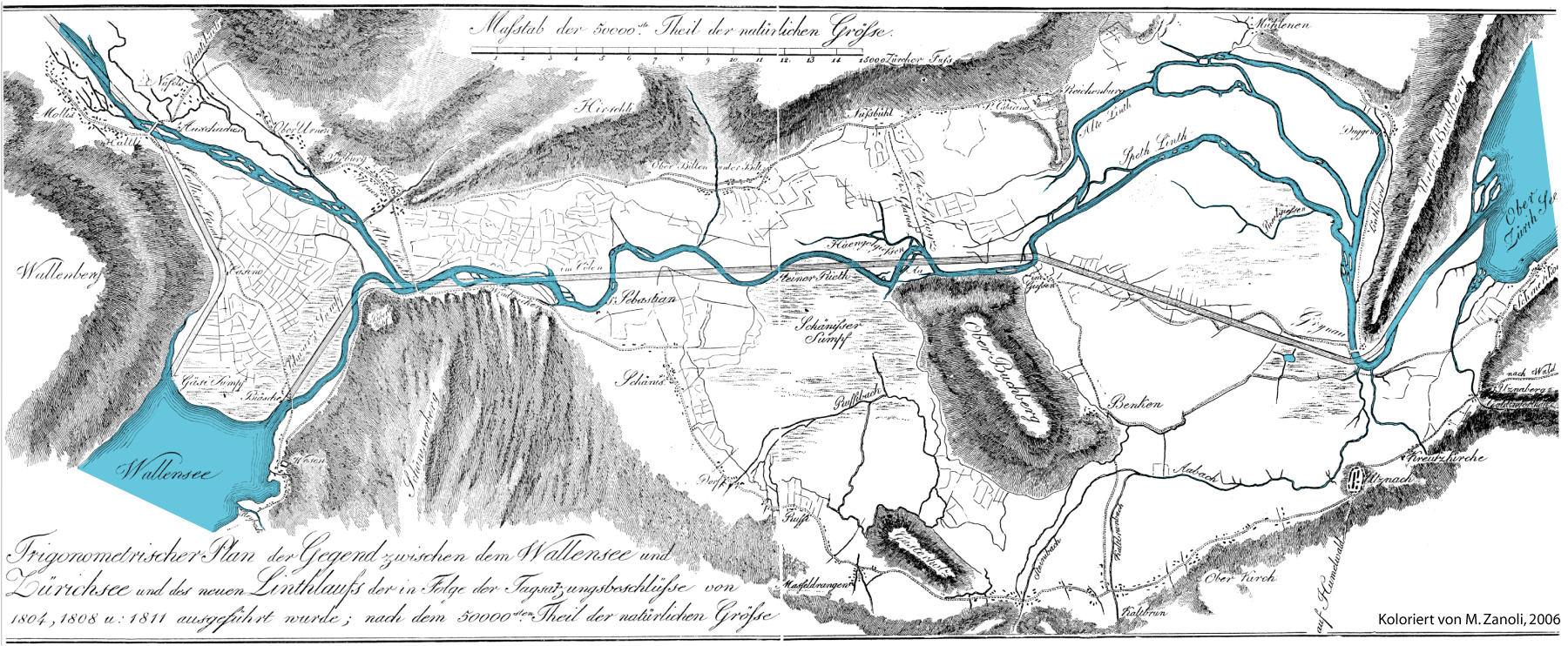
Plano de Conrad Escher para el desvío del Linth (Archivo ETH Zúrich).

El estadista, científico, pintor y empresario Conrad Escher (posteriormente llamado «von der Linth») desarrolló y ejecutó el plan de canalización y desvío del Linth al lago de Walen, donde los sedimentos pueden ser depositados sin provocar estragos. El canal resultante fue llamado canal Escher (Escherkanal) en su honor.
Un segundo canal, conocido como canal del Linth (Linthkanal), conecta los lagos de Walen y de Zúrich, sustituyendo al antiguo Maag.
Esta obra puso fin a las inundaciones. El nivel del agua en el lago de Walen bajó 5 metros y se drenaron los humedales. De esta manera se consiguieron arrancar 20 km² de terreno arable en la Llanura del Linth y mejorar considerablemente las condiciones de vida de la población.

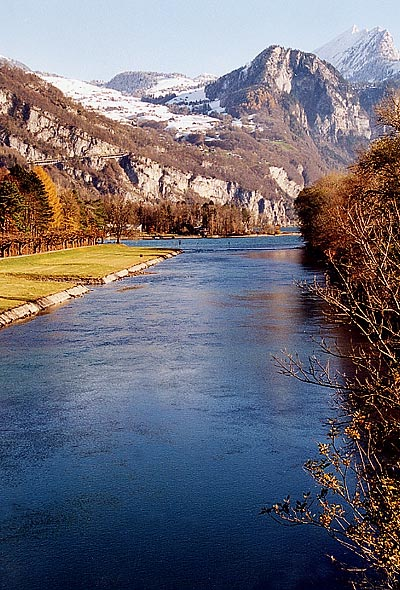
El Canal del Linth cerca de su salida del lago de Walen.